# Marston (Missouri)
Marston és un poble dels Estats Units a l'estat de Missouri. Segons el cens del 2000 tenia 610 habitants.

## Demografia
Segons el cens del 2000, Marston tenia 610 habitants, 259 habitatges, i 167 famílies. La densitat de població era de 214,1 habitants per km².
Dels 259 habitatges en un 32% hi vivien nens de menys de 18 anys, en un 44,4% hi vivien parelles casades, en un 15,8% dones solteres, i en un 35,5% no eren unitats familiars. En el 31,3% dels habitatges hi vivien persones soles el 14,3% de les quals corresponia a persones de 65 anys o més que vivien soles. El nombre mitjà de persones vivint en cada habitatge era de 2,36 i el nombre mitjà de persones que vivien en cada família era de 2,93.
Per edats la població es repartia de la següent manera: un 26,4% tenia menys de 18 anys, un 8,7% entre 18 i 24, un 27,4% entre 25 i 44, un 22% de 45 a 60 i un 15,6% 65 anys o més.
L'edat mediana era de 37 anys. Per cada 100 dones de 18 o més anys hi havia 90,3 homes.
La renda mediana per habitatge era de 20.375 $ i la renda mediana per família de 26.167 $. Els homes tenien una renda mediana de 27.292 $ mentre que les dones 20.000 $. La renda per capita de la població era de 13.820 $. Entorn del 28,9% de les famílies i el 31% de la població estaven per davall del llindar de pobresa.

## Poblacions properes
El següent diagrama mostra les poblacions més properes.